# 东城街道 (二连浩特市)
东城街道，是中华人民共和国内蒙古自治区锡林郭勒盟二连浩特市下辖的一个乡镇级行政单位。

## 行政区划
东城街道下辖以下地区：
朝阳社区、迎宾社区和友谊社区。